# Llista de rellotges de sol de l'Alt Maresme
Llista de rellotges de sol instal·lats de forma permanent en espais públics de la part sud de la subcomarca de l'Alt Maresme.

## Arenys de Mar
| Nom                       | Descripció                                        | Localització                                                       | Coordenades                                          | Fitxa | Imatge                  |
| ------------------------- | ------------------------------------------------- | ------------------------------------------------------------------ | ---------------------------------------------------- | ----- | ----------------------- |
| Can Forada                |                                                   | Arenys de Mar Rial del Bareu                                       | 41° 35′ 09″ N, 2° 33′ 04″ E / 41.585830°N,2.551110°E | fitxa | Carregueu una nova foto |
| Can Mils                  | Dos rellotges bessons. Inscripció: Ave Maria Purª | Arenys de Mar C. Joan Draper, sobre el centre comercial de la N-II | 41° 34′ 31″ N, 2° 32′ 21″ E / 41.575280°N,2.539167°E | fitxa | Carregueu una nova foto |
| Can Xacó                  |                                                   | Arenys de Mar                                                      |                                                      | fitxa | Carregueu una nova foto |
| Carrer Platja de Cassà, 4 |                                                   | Arenys de Mar C. Platja de Cassà, 4, àtic                          | 41° 34′ 43″ N, 2° 33′ 03″ E / 41.578683°N,2.550917°E | fitxa | Carregueu una nova foto |

## Arenys de Munt
| Nom                        | Descripció                                        | Localització                                                  | Coordenades                                          | Fitxa | Imatge                                                                        |
| -------------------------- | ------------------------------------------------- | ------------------------------------------------------------- | ---------------------------------------------------- | ----- | ----------------------------------------------------------------------------- |
| Barri Sobirans             |                                                   | Arenys de Munt                                                | 41° 37′ 00″ N, 2° 30′ 47″ E / 41.616670°N,2.513056°E | fitxa | Carregueu una nova foto                                                       |
| Can Bellsolell de la Torre |                                                   | Arenys de Munt Rial Bellsolell                                | 41° 36′ 41″ N, 2° 32′ 32″ E / 41.611306°N,2.542306°E | fitxa | Can Bellsolell de la Torre (Arenys de Munt) · Carregueu una nova foto         |
| Can Sala de Dalt           |                                                   | Arenys de Munt                                                | 41° 36′ 09″ N, 2° 32′ 53″ E / 41.602623°N,2.548187°E | fitxa | Can Sala de Dalt (Arenys de Munt) · Carregueu una nova foto                   |
| Carrer de les Flors, 1     | Inscripció: Sense sol no faig la tasca            | Arenys de Munt C. de les Flors, 1                             | 41° 36′ 35″ N, 2° 32′ 22″ E / 41.609717°N,2.539417°E | fitxa | Carregueu una nova foto                                                       |
| Avinguda Sant Jordi, 15-17 | Inscripció: 1888                                  | Arenys de Munt Av. Sant Jordi, 15-17                          | 41° 36′ 59″ N, 2° 32′ 21″ E / 41.61643°N,2.539038°E  | fitxa | Carregueu una nova foto                                                       |
| Carrer Barbeta, 5          |                                                   | Arenys de Munt C. Barbeta, 5                                  | 41° 36′ 26″ N, 2° 32′ 19″ E / 41.607100°N,2.538650°E | fitxa | Carregueu una nova foto                                                       |
| Carrer Rial Pasqual, 23    | Inscripció: Sols compto les hores serenes         | Arenys de Munt C. Rial Pasqual, 23                            | 41° 36′ 26″ N, 2° 32′ 33″ E / 41.607244°N,2.542383°E | fitxa | Carregueu una nova foto                                                       |
| Ca l'Amar de la Torre      | Inscripció: Año 1814                              | Arenys de Munt Rial de l'Horteta                              | 41° 36′ 02″ N, 2° 32′ 45″ E / 41.600650°N,2.545950°E | fitxa | Carregueu una nova foto                                                       |
| Ca l'Oliver                |                                                   | Arenys de Munt Ctra. a Sant Iscle de Vallalta, km 19          | 41° 37′ 11″ N, 2° 32′ 52″ E / 41.619763°N,2.547907°E | fitxa | Ca l'Oliver (Arenys de Munt) · Carregueu una nova foto                        |
| Can Borrell                |                                                   | Arenys de Munt Av. del Remei                                  | 41° 36′ 35″ N, 2° 32′ 18″ E / 41.609754°N,2.538392°E | fitxa | Carregueu una nova foto                                                       |
| Can Catà de Dalt           |                                                   | Arenys de Munt                                                | 41° 35′ 47″ N, 2° 31′ 53″ E / 41.596374°N,2.531361°E | fitxa | Can Catà de Dalt (Arenys de Munt) · Vegeu més fotos · Carregueu una nova foto |
| Can Cornell                |                                                   | Arenys de Munt Camí del Santuari de Lourdes                   | 41° 36′ 50″ N, 2° 31′ 57″ E / 41.613767°N,2.532450°E | fitxa | Carregueu una nova foto                                                       |
| Can Miquel Ros             | Inscripció: Jo sense sol i tu sense fe no som res | Arenys de Munt C. Enric Morera, 90                            | 41° 36′ 28″ N, 2° 32′ 24″ E / 41.607767°N,2.539900°E | fitxa | Can Miquel Ros (Arenys de Munt) · Carregueu una nova foto                     |
| Can Popa                   | Inscripció: 1994 / Sol                            | Arenys de Munt C. Rial Pasqual, 15                            | 41° 36′ 25″ N, 2° 32′ 30″ E / 41.606850°N,2.541717°E | fitxa | Can Popa (Arenys de Munt) · Carregueu una nova foto                           |
| Can Rossell                |                                                   | Arenys de Munt Camí Rossell, 7                                | 41° 36′ 50″ N, 2° 32′ 19″ E / 41.613995°N,2.538508°E | fitxa | Can Rossell (Arenys de Munt) · Carregueu una nova foto                        |
| Can Vernís                 |                                                   | Arenys de Munt Rambla de l'Eixample, 99                       | 41° 36′ 45″ N, 2° 32′ 17″ E / 41.612385°N,2.538008°E | fitxa | Carregueu una nova foto                                                       |
| Can Jalpí                  | Dos rellotges bessons                             | Arenys de Munt Ctra. C-61 de Sant Celoni, km 1,4              | 41° 35′ 57″ N, 2° 32′ 23″ E / 41.599069°N,2.539840°E | fitxa | Can Jalpí (Arenys de Munt) · Vegeu més fotos · Carregueu una nova foto        |
| Mas Grau, restaurant       | Inscripció: 1857                                  | Arenys de Munt Crta. BV5031 a Sant Vicent de Montalt, km 12,5 | 41° 35′ 50″ N, 2° 30′ 51″ E / 41.597292°N,2.514184°E | fitxa | Carregueu una nova foto                                                       |
| Can Delàs                  |                                                   | Arenys de Munt Torrentbó                                      | 41° 35′ 45″ N, 2° 30′ 59″ E / 41.595972°N,2.516414°E | fitxa | Carregueu una nova foto                                                       |

## Calella
| Nom                      | Descripció                              | Localització                  | Coordenades                                          | Fitxa | Imatge                  |
| ------------------------ | --------------------------------------- | ----------------------------- | ---------------------------------------------------- | ----- | ----------------------- |
| Hostal Vell              |                                         | Calella C. Sant Jaume, 223    |                                                      | fitxa | Carregueu una nova foto |
| Carrer de Sant Pere, 117 |                                         | Calella C. de Sant Pere, 117  |                                                      | fitxa | Carregueu una nova foto |
| Can Giol                 |                                         | Calella Passatge Can Galceran | 41° 36′ 47″ N, 2° 39′ 24″ E / 41.613083°N,2.656667°E | fitxa | Carregueu una nova foto |
| Can Llobet               | Inscripció: Vna dabit qvod negat altera | Calella C. de Sant Pere       | 41° 37′ 04″ N, 2° 39′ 38″ E / 41.617817°N,2.660600°E | fitxa | Carregueu una nova foto |
| Pastisseria El Llaminer  | Inscripció: No anem a l'hora            | Calella C. de l'Església, 48  |                                                      | fitxa | Carregueu una nova foto |
| Passeig Manuel Puigvert  | Equatorial de formigó                   | Calella Platja de Garbí       | 41° 36′ 39″ N, 2° 39′ 14″ E / 41.610750°N,2.653867°E | fitxa | Carregueu una nova foto |

## Canet de Mar
| Nom                                        | Descripció            | Localització                                              | Coordenades                                          | Fitxa | Imatge                                                                |
| ------------------------------------------ | --------------------- | --------------------------------------------------------- | ---------------------------------------------------- | ----- | --------------------------------------------------------------------- |
| Can Beia                                   | Dos rellotges bessons | Canet de Mar Càmping El Globo Rojo, ctra. N-II, km 660,90 |                                                      | fitxa | Carregueu una nova foto                                               |
| Carrer Francisco Parera, 39                |                       | Canet de Mar C. Francisco Parera, 39                      | 41° 35′ 45″ N, 2° 35′ 04″ E / 41.59586°N,2.584402°E  | fitxa | Carregueu una nova foto                                               |
| Carrer Molí, 23                            |                       | Canet de Mar C. Molí, 23                                  | 41° 35′ 26″ N, 2° 35′ 19″ E / 41.590633°N,2.588617°E | fitxa | Carregueu una nova foto                                               |
| Residència per a gent gran                 |                       | Canet de Mar Pg. Misericòrdia, al final                   | 41° 35′ 50″ N, 2° 34′ 50″ E / 41.597152°N,2.580663°E | fitxa | Carregueu una nova foto                                               |
| Can Rocosa, Casa Museu Domènech i Montaner |                       | Canet de Mar C. Riera Gavarra, 4                          | 41° 35′ 19″ N, 2° 34′ 52″ E / 41.588533°N,2.581133°E | fitxa | Can Rocosa (Canet de Mar) · Vegeu més fotos · Carregueu una nova foto |
| Passeig Misericòrdia, 30                   |                       | Canet de Mar Pg. Misericòrdia, 30                         | 41° 35′ 47″ N, 2° 34′ 54″ E / 41.5963°N,2.581698°E   | fitxa | Carregueu una nova foto                                               |

## Malgrat de Mar
| Nom                    | Descripció                    | Localització                             | Coordenades                                          | Fitxa | Imatge                                                |
| ---------------------- | ----------------------------- | ---------------------------------------- | ---------------------------------------------------- | ----- | ----------------------------------------------------- |
| Ca la Coixa            |                               | Malgrat de Mar Av. de la Costa Brava     | 41° 39′ 26″ N, 2° 44′ 56″ E / 41.6573°N,2.748983°E   | fitxa | Carregueu una nova foto                               |
| La Torreta, restaurant | Inscripció: La Torreta / 1997 | Malgrat de Mar Av. de la Costa Brava, 79 | 41° 39′ 05″ N, 2° 44′ 24″ E / 41.651267°N,2.739917°E | fitxa | La Torreta (Malgrat de Mar) · Carregueu una nova foto |

## Montgat
| Nom      | Descripció | Localització             | Coordenades                                          | Fitxa | Imatge                                       |
| -------- | ---------- | ------------------------ | ---------------------------------------------------- | ----- | -------------------------------------------- |
| Mas Gili |            | Montgat Camí de Can Gili | 41° 28′ 28″ N, 2° 16′ 39″ E / 41.474554°N,2.277403°E |       | Mas Gili (Montgat) · Carregueu una nova foto |

## Palafolls
| Nom                    | Descripció             | Localització                                | Coordenades                                          | Fitxa | Imatge                                                                         |
| ---------------------- | ---------------------- | ------------------------------------------- | ---------------------------------------------------- | ----- | ------------------------------------------------------------------------------ |
| Can Florenci           |                        | Palafolls                                   | 41° 40′ 03″ N, 2° 45′ 04″ E / 41.667483°N,2.751050°E | fitxa | Carregueu una nova foto                                                        |
| Can Puigvert           |                        | Palafolls Camí de Tordera                   | 41° 41′ 17″ N, 2° 44′ 22″ E / 41.688167°N,2.739433°E | fitxa | Carregueu una nova foto                                                        |
| Església de Sant Genís |                        | Palafolls Ctra. de Sant Genís               | 41° 39′ 37″ N, 2° 43′ 21″ E / 41.660278°N,2.7225°E   | fitxa | Església de Sant Genís (Palafolls) · Vegeu més fotos · Carregueu una nova foto |
| Mas Carbó              |                        | Palafolls Crta. del Castell, Urb. Mas Carbó | 41° 40′ 41″ N, 2° 43′ 47″ E / 41.678183°N,2.729633°E | fitxa | Carregueu una nova foto                                                        |
| Mas Roquet             | Inscripció: Mas Roquet | Palafolls Camí a Tordera                    | 41° 41′ 29″ N, 2° 43′ 30″ E / 41.691300°N,2.725033°E | fitxa | Carregueu una nova foto                                                        |
| Can Comes              |                        | Palafolls Barri de Santa Maria              | 41° 40′ 26″ N, 2° 45′ 09″ E / 41.673917°N,2.752533°E | fitxa | Carregueu una nova foto                                                        |

## Pineda de Mar
| Nom                              | Descripció                         | Localització                                  | Coordenades                                          | Fitxa | Imatge                  |
| -------------------------------- | ---------------------------------- | --------------------------------------------- | ---------------------------------------------------- | ----- | ----------------------- |
| Can Teixidor                     |                                    | Pineda de Mar Camí Can Teixidor               | 41° 37′ 22″ N, 2° 40′ 09″ E / 41.62273°N,2.66913°E   | fitxa | Carregueu una nova foto |
| Carrer de Mar, 122               |                                    | Pineda de Mar C. de Mar, 122                  | 41° 37′ 23″ N, 2° 41′ 33″ E / 41.623017°N,2.692417°E | fitxa | Carregueu una nova foto |
| Carrer Progrés, 6                |                                    | Pineda de Mar C. Progrés, 6                   | 41° 37′ 26″ N, 2° 41′ 33″ E / 41.623800°N,2.692633°E | fitxa | Carregueu una nova foto |
| Can Tapiola                      | Inscripció: Can Tapiola / Any 2012 | Pineda de Mar Ctra. d'Hortsavinyà             | 41° 37′ 53″ N, 2° 41′ 07″ E / 41.631400°N,2.685343°E | fitxa | Carregueu una nova foto |
| Can Cànoves                      |                                    | Pineda de Mar Entrada autopista Girona C32    | 41° 38′ 21″ N, 2° 40′ 36″ E / 41.6393°N,2.67672°E    | fitxa | Carregueu una nova foto |
| Mas Pi, restaurant               |                                    | Pineda de Mar Ctra. N-II, km 678              | 41° 37′ 53″ N, 2° 41′ 46″ E / 41.631500°N,2.696133°E | fitxa | Carregueu una nova foto |
| Mas Rectoria Vella               |                                    | Pineda de Mar C. Eugeni d'Ors                 | 41° 37′ 49″ N, 2° 41′ 14″ E / 41.630333°N,2.687300°E | fitxa | Carregueu una nova foto |
| Mas Sant Jaume                   |                                    | Pineda de Mar                                 | 41° 38′ 00″ N, 2° 40′ 31″ E / 41.633217°N,2.675200°E | fitxa | Carregueu una nova foto |
| Plaça de Sara Llorens i Carreras | Horitzontal monumental             | Pineda de Mar Pl. de Sara Llorens i Carreras  | 41° 37′ 14″ N, 2° 41′ 11″ E / 41.620550°N,2.686317°E | fitxa | Carregueu una nova foto |
| Can Palau                        |                                    | Pineda de Mar C. Tossa, 37. Urb. Can Carreras | 41° 38′ 28″ N, 2° 39′ 03″ E / 41.640983°N,2.650833°E | fitxa | Carregueu una nova foto |
| Mas Cassola                      |                                    | Pineda de Mar Barri de Santa Anna             | 41° 37′ 51″ N, 2° 40′ 25″ E / 41.630933°N,2.673683°E | fitxa | Carregueu una nova foto |

## Sant Cebrià de Vallalta
| Nom                                 | Descripció                                                | Localització                                                 | Coordenades                                          | Fitxa | Imatge                                                                                  |
| ----------------------------------- | --------------------------------------------------------- | ------------------------------------------------------------ | ---------------------------------------------------- | ----- | --------------------------------------------------------------------------------------- |
| Camí rural de Can Puigvert          |                                                           | Sant Cebrià de Vallalta                                      |                                                      | fitxa | Carregueu una nova foto                                                                 |
| Església de Sant Cebrià de Vallalta | Inscripció: Any 1878                                      | Sant Cebrià de Vallalta Pl. de l'Església                    | 41° 37′ 11″ N, 2° 35′ 58″ E / 41.619800°N,2.599583°E | fitxa | Església de Sant Cebrià de Vallalta (Sant Cebrià de Vallalta) · Carregueu una nova foto |
| Masia Castellar d'Índies            |                                                           | Sant Cebrià de Vallalta                                      |                                                      | fitxa | Carregueu una nova foto                                                                 |
| Masia el Bosc                       | Inscripció: MCMXCV                                        | Sant Cebrià de Vallalta C. Ametller. Urb. Castellar d'Índies | 41° 38′ 43″ N, 2° 37′ 23″ E / 41.645183°N,2.623133°E | fitxa | Carregueu una nova foto                                                                 |
| Can Joan, restaurant                |                                                           | Sant Cebrià de Vallalta                                      |                                                      | fitxa | Carregueu una nova foto                                                                 |
| Can Requesens                       | Inscripció: 1601 any                                      | Sant Cebrià de Vallalta Torrent del Sot d'en Requesens       | 41° 36′ 53″ N, 2° 36′ 33″ E / 41.614670°N,2.609230°E | fitxa | Carregueu una nova foto                                                                 |
| Mas Puigvert                        | Inscripció: Jo sense sol tu sense fe ni tu ni jo valem re | Sant Cebrià de Vallalta                                      | 41° 37′ 19″ N, 2° 36′ 24″ E / 41.621833°N,2.606600°E | fitxa | Carregueu una nova foto                                                                 |

## Sant Iscle de Vallalta
| Nom                                    | Descripció                                            | Localització                                | Coordenades | Fitxa | Imatge                  |
| -------------------------------------- | ----------------------------------------------------- | ------------------------------------------- | ----------- | ----- | ----------------------- |
| Can Pedaç                              |                                                       | Sant Iscle de Vallalta C. de Pau Casals, 14 |             | fitxa | Carregueu una nova foto |
| Can Roig del Castell, casa de colònies | Inscripció: Tempus fugit omnia mutant Catalonia manet | Sant Iscle de Vallalta                      |             | fitxa | Carregueu una nova foto |

## Sant Pol de Mar
| Nom                               | Descripció                     | Localització                                                  | Coordenades                                          | Fitxa | Imatge                  |
| --------------------------------- | ------------------------------ | ------------------------------------------------------------- | ---------------------------------------------------- | ----- | ----------------------- |
| Carrer Manzanillo, 39             |                                | Sant Pol de Mar C. Manzanillo, 39                             | 41° 36′ 07″ N, 2° 37′ 22″ E / 41.601836°N,2.622770°E | fitxa | Carregueu una nova foto |
| Carrer Manzanillo, 73             |                                | Sant Pol de Mar C. Manzanillo, 73                             | 41° 36′ 08″ N, 2° 37′ 26″ E / 41.602294°N,2.623895°E | fitxa | Carregueu una nova foto |
| Barraca de la vall de Golinons    |                                | Sant Pol de Mar Vall de Golinons                              | 41° 36′ 47″ N, 2° 37′ 30″ E / 41.613017°N,2.625133°E | fitxa | Carregueu una nova foto |
| Can Roca                          |                                | Sant Pol de Mar Zona polígon industrial, ctra. de Sant Cebrià | 41° 36′ 32″ N, 2° 36′ 30″ E / 41.608783°N,2.608400°E | fitxa | Carregueu una nova foto |
| Can Villar de la Riera            |                                | Sant Pol de Mar Pg. de Can Villar                             | 41° 35′ 55″ N, 2° 36′ 59″ E / 41.598733°N,2.616317°E | fitxa | Carregueu una nova foto |
| Casa de la Vila, Museu de Pintura | Inscripció: Sant Pol a tothora | Sant Pol de Mar Plaça de la Vila                              |                                                      | fitxa | Carregueu una nova foto |
| El Molí                           |                                | Sant Pol de Mar Platja del Molí                               | 41° 35′ 41″ N, 2° 36′ 15″ E / 41.594783°N,2.604217°E | fitxa | Carregueu una nova foto |
| El Rellotge de Sant Pol           | Dos rellotges bessons          | Sant Pol de Mar C. Manzanillo, 34                             | 41° 36′ 07″ N, 2° 37′ 24″ E / 41.602017°N,2.623283°E | fitxa | Carregueu una nova foto |

## Santa Susanna
| Nom                 | Descripció                                        | Localització                   | Coordenades                                          | Fitxa | Imatge                  |
| ------------------- | ------------------------------------------------- | ------------------------------ | ---------------------------------------------------- | ----- | ----------------------- |
| Pous d'en Peressó   | Inscripció: Nihil novum sub sole                  | Santa Susanna                  | 41° 39′ 35″ N, 2° 41′ 22″ E / 41.659720°N,2.689556°E | fitxa | Carregueu una nova foto |
| Can Rabassa         | Inscripció: Totes les hores son hores de salvacio | Santa Susanna Camí de la Riera | 41° 38′ 24″ N, 2° 42′ 18″ E / 41.640083°N,2.704967°E | fitxa | Carregueu una nova foto |
| Can Rosic           |                                                   | Santa Susanna Camí de la Riera | 41° 38′ 50″ N, 2° 41′ 45″ E / 41.647167°N,2.695933°E | fitxa | Carregueu una nova foto |
| Can Torrent del Mas |                                                   | Santa Susanna C. Lleó, 10      | 41° 38′ 19″ N, 2° 42′ 44″ E / 41.63872°N,2.712357°E  | fitxa | Carregueu una nova foto |

## Tordera
| Nom                     | Descripció                                                          | Localització                                         | Coordenades                                          | Fitxa | Imatge                                                           |
| ----------------------- | ------------------------------------------------------------------- | ---------------------------------------------------- | ---------------------------------------------------- | ----- | ---------------------------------------------------------------- |
| Can Grimal              | Inscripció: Mariano Grimal / 1885                                   | Tordera Ctra. N-II, km 680,200                       | 41° 41′ 25″ N, 2° 43′ 22″ E / 41.690167°N,2.722817°E | fitxa | Carregueu una nova foto                                          |
| Can Riu                 | Inscripció: 1675                                                    | Tordera Parc del Montnegre i el Corredor             | 41° 39′ 35″ N, 2° 39′ 21″ E / 41.659633°N,2.655883°E | fitxa | Carregueu una nova foto                                          |
| Institut Lluís Companys | Dos rellotges bessons. Inscripcions: Lumini motus / Carpe diem      | Tordera C. Joan Maragall                             | 41° 41′ 49″ N, 2° 43′ 19″ E / 41.696956°N,2.721956°E | fitxa | Carregueu una nova foto                                          |
| Can Pasqual             | Inscripció: D'aquestes n'hi ha una per tu                           | Tordera Veïnat de St. Vicenç                         | 41° 42′ 42″ N, 2° 41′ 50″ E / 41.711534°N,2.697165°E | fitxa | Carregueu una nova foto                                          |
| Can Beltran             | Inscripció: L'hora que veus és l'hora que vius!                     | Tordera Veïnat de Sant Daniel, 20                    | 41° 42′ 06″ N, 2° 44′ 11″ E / 41.701700°N,2.736433°E | fitxa | Carregueu una nova foto                                          |
| Can Buc de les Nogueres | Inscripció: MDCCLXII                                                | Tordera Veïnat de Sant Pere de Riu                   | 41° 39′ 18″ N, 2° 39′ 31″ E / 41.654894°N,2.658677°E | fitxa | Carregueu una nova foto                                          |
| Can Caselles            | Inscripció: 1821                                                    | Tordera Parc del Montnegre                           | 41° 40′ 57″ N, 2° 36′ 57″ E / 41.682567°N,2.615883°E | fitxa | Carregueu una nova foto                                          |
| Can Pujades             |                                                                     | Tordera c. Enric Morera - c. Guifré el Pilós         | 41° 41′ 36″ N, 2° 42′ 54″ E / 41.693350°N,2.715100°E | fitxa | Carregueu una nova foto                                          |
| Sant Pere de Riu        | Dos rellotges bessons. Inscripcions: 1829 / IHS                     | Tordera                                              | 41° 38′ 51″ N, 2° 40′ 40″ E / 41.647467°N,2.677683°E | fitxa | Sant Pere de Riu (Tordera) · Carregueu una nova foto             |
| Can Terrades            |                                                                     | Tordera Hortsavinyà                                  |                                                      | fitxa | Carregueu una nova foto                                          |
| Can Serra del Massans   |                                                                     | Tordera Veïnat Sant Andreu, 56                       | 41° 41′ 34″ N, 2° 42′ 25″ E / 41.692667°N,2.707000°E | fitxa | Carregueu una nova foto                                          |
| Mas Bofill              | Inscripció: 1880 · 1995 / Bofill                                    | Tordera Camí de Vallmanya. Sant Andreu               | 41° 41′ 15″ N, 2° 41′ 59″ E / 41.687467°N,2.699800°E | fitxa | Mas Bofill (Tordera) · Vegeu més fotos · Carregueu una nova foto |
| Can Xacó                | Inscripció: Can - Xacó - 1868                                       | Tordera Urb. Sant Daniel                             | 41° 42′ 25″ N, 2° 45′ 35″ E / 41.706833°N,2.759767°E | fitxa | Carregueu una nova foto                                          |
| Can Xamaní              | Inscripció: Ni tu ni jo tindrem corda, si no és Déu qui s'enrecorda | Tordera Veïnat de Sant Daniel, 15                    |                                                      | fitxa | Carregueu una nova foto                                          |
| Can Nadal               |                                                                     | Tordera C. Menéndez Pidal, 25, barriada de Sant Pere | 41° 42′ 31″ N, 2° 43′ 32″ E / 41.708686°N,2.725464°E | fitxa | Carregueu una nova foto                                          |
| Can Bofí                |                                                                     | Tordera Camí de la Font d'Aram, 10. Sant Pere de Riu |                                                      | fitxa | Carregueu una nova foto                                          |
| Can Mas                 |                                                                     | Tordera Camí de la Font d'Aram. Sant Pere de Riu     | 41° 39′ 22″ N, 2° 38′ 53″ E / 41.656150°N,2.648083°E | fitxa | Carregueu una nova foto                                          |
| Can Vert                |                                                                     | Tordera Camí de la Font d'Aram, 8. Sant Pere de Riu  | 41° 38′ 53″ N, 2° 40′ 22″ E / 41.648183°N,2.672867°E | fitxa | Carregueu una nova foto                                          |
| Mas Ferriol, berenador  |                                                                     | Tordera Camí de la Font d'Aram, 21. Sant Pere de Riu | 41° 39′ 11″ N, 2° 39′ 28″ E / 41.653083°N,2.657650°E | fitxa | Carregueu una nova foto                                          |